# Ali Farag
Ali Amr Farag (* 22. dubna 1992 Káhira) je egyptský profesionální hráč squashe. Je vysoký 183 cm a hraje pravou rukou. Má přezdívku Mr. Fantastic.
Se squashem začal v pěti letech po vzoru staršího bratra. Na vrcholové úrovní hraje od roku 2009, v roce 2010 byl finalistou juniorského světového šampionátu. Vystudoval strojní inženýrství na Harvardově univerzitě. Jako hráč univerzitního týmu Harvard Crimson vyhrál mistrovství College Squash Association.
Na mistrovství světa ve squashi získal titul ve dvouhře v letech 2019, 2021, 2022 a 2023. S egyptskou reprezentací vyhrál mistrovství světa ve squashi družstev v letech 2017 a 2019. V březnu 2019 se poprvé dostal na pozici světové jedničky, kde strávil 31 týdnů. Je vítězem US Open z let 2017 a 2019, Qatar Classic z let 2018, 2020 a 2023 a British Open z roku 2023. Celkem získal titul na 35 turnajích PSA World Tour. 
Jeho manželkou je bývalá squashistka Núr al-Tajíbová. Stali se prvním manželským párem, v němž oba vyhráli v jednom roce ve své kategorii US Open.